# اونتوریا دل پینار
هنتریا دل پینار (به اسپانیایی: Hontoria del Pinar) یک شهرستان در اسپانیا است.